# Noel Annan, Baron Annan
Noel Gilroy Annan, Baron Annan OBE (* 25. Oktober 1916 in Gloucester Terrace, London; † 21. Februar 2000 in London) war ein britischer Nachrichtendienstoffizier im Security Service und Politiker, der 1965 als Life Peer aufgrund des Life Peerages Act 1958 Mitglied des House of Lords wurde.

## Leben

### Studium und Nachrichtendienstoffizier im Zweiten Weltkrieg
Annan, dessen Vater James Gilroy Annan während des Ersten Weltkrieges als Hauptmann bei der Royal Artillery diente und später als Wirtschaftsmanager bei verschiedenen Unternehmen tätig war, absolvierte seine Schulbildung an der St Winifred’s School in Seaford sowie der Stowe School in Stowe, wo er nicht nur Leiter des Temple House war, sondern auch Redakteur der Schulzeitung The Stoic. Nach Beendigung der Schulausbildung begann er 1935 ein Studium der Geschichtswissenschaft am King’s College der University of Cambridge, welches er 1938 mit Auszeichnung abschloss.
Im Anschluss begann Annan, ein Mitglied der Cambridge Apostles, 1938 ein Studium der Rechtswissenschaften am King’s College, das er jedoch während des Zweiten Weltkrieges im Oktober 1940 unterbrach, um seinen Militärdienst in einer Offiziersausbildungseinheit anzutreten. In der Folgezeit fand er verschiedene militärische Verwendungen und wurde zunächst im Januar 1941 dem Security Service zugeordnet. Dort wurde er Mitarbeiter beim MI 14, eine kleine Gruppe im Kriegsministerium (War Office), die den Chef des Imperialen Generalstabes beriet.
Anschließend war er Absolvent des Staff College in Camberley und dann dem Vereinigten Nachrichtenstab des Cabinet Office zugeordnet, der sich im Bunker von Premierminister Winston Churchill befand. Ende 1944 wurde Annan als Verbindungsoffizier des Nachrichtendienstes zum Hauptquartier von General Dwight D. Eisenhower nach Paris versetzt. Zuletzt war er als leitender Offizier in der politischen Abteilung der Control Commission for Germany/British Element, der britischen Kontrollkommission für Deutschland, tätig. Während seiner militärischen Laufbahn wurde er zum Oberstleutnant und 1946 mit dem Offizierskreuz des Order of the British Empire ausgezeichnet.

### Nachkriegszeit, Hochschullehrer und Oberhausmitglied
Nach Kriegsende wurde Annan 1945 Gouverneur der Stowe School und bekleidete diese Funktion mehr als zwanzig Jahre bis 1966. 1947 übernahm er darüber hinaus eine Tätigkeit als Lecturer für Politikwissenschaften der Wirtschaftswissenschaftlichen Fakultät des King’s College, nachdem er bereits 1944 auf Vorschlag von John Maynard Keynes zum Fellow „in Absentia“ des College gewählt wurde. Nach knapp zehnjähriger Lehrtätigkeit wurde Annan mit Unterstützung von Dadie Rylands 1956 zusätzlich zum Provost des King’s College gewählt und übte diese Funktion zehn Jahre lang bis 1966 aus. Darüber hinaus wurde er 1956 Fellow des Eton College.
Durch ein Letters Patent vom 16. Juli 1965 wurde Annan, der 1963 Kommandeur des Orden Georgs I. wurde und zwischen 1963 und 1980 Trustee des British Museum war, aufgrund des Life Peerages Act 1958 als Life Peer mit dem Titel Baron Annan, of the Royal Burgh of Annan in the County of Dumfriesshire, in den Adelsstand erhoben und gehörte damit bis zu seinem Tod dem House of Lords als Mitglied an. 1965 hielt er die nach dem Evolutionsbiologen George Romanes benannten Romanes Lecture im Sheldonian Theatre der University of Oxford zum Thema The Disintegration of an Old Culture.
Nachdem er 1966 das King’s College verlassen hatte, wurde Annan Provost des University College London und bekleidete dieses Amt bis 1978, ehe er im Anschluss zwischen 1978 und 1981 Vize-Kanzler des University College London war. Des Weiteren war er in dieser Zeit Vorsitzender der Königlichen Rundfunkkommission (Royal Commission on Broadcasting), die 1977 einen Abschlussbericht über das britische Rundfunkwesen vorlegte. Darüber hinaus engagierte er sich von 1978 bis 1985 als Trustee der National Gallery in London sowie zwischen 1980 und 1996 als Präsident der London Library. 1974 wurde er in die American Academy of Arts and Sciences aufgenommen.

## Veröffentlichungen
- Leslie Stephen. The godless Victorian, 1951, Neuauflage 1984, ISBN 978-0-226-02106-5
- Leslie Stephen: His Thought and Character in Relation to His Time, Ayer Company Publishers, 1952
- The Intellectual Aristocracy, 1956
- The Curious Strength of Positivism in English Political Thought, London 1959
- Symposium : on Teaching Russian Pergamon Press, 1963
- The Universities, 1963
- Roxburgh of Stowe. The Life of J.F. Roxburgh and His Influence in the Public Schools, London 1965
- The Disintegration of an Old Culture: The Romanes Lecture Delivered in the Sheldoninan Theatre, Clarendon Press 1965
- Ideas and Beliefs of Victorians: An Historic Revaluation of the Victorian Age, Dutton, 1966
- Report of the Disturbances in the University of Essex, 1974
- The Politics of Broadcasting: The Eighth Encyclopaedia Britannica Lecture, University of Edinburgh, 1977
- Report of the Committee on the Future of Broadcasting, HM Stationery Service, 1977
- Anti-Semitism/anti-Zionism: the Link, Centre for Contemporary Studies, 1985
- Our Age: English intellectuals between the world wars, 1990, ISBN 978-0-394-54295-9
- Changing Enemies: The defeat and regeneration of Germany, 1995, ISBN 978-0-8014-8490-2
- The Dons: Mentors, eccentrics and geniuses, HarperCollins Publishers Limited, 1999, ISBN 978-0-226-02108-9

### Leben
- Noel Annan im Hansard (englisch)
- Eintrag in Leigh Rayment Peerage
- Lt.-Col. Nöel Gilroy Annan, Baron Annan auf thepeerage.com, abgerufen am 16. September 2016.
- Eintrag in Stanford
- The Papers of Noel Gilroy Annan in Janus
- Eintrag in The National Archives
- Eintrag in der National Portrait Gallery (London)
- UCL President and Provost (Homepage des UCL)
- Lord Annan: Academic and administrator who strove to promote a philosophy of education at a crucial time for British universities. In: The Guardian vom 23. Februar 2000

### Veröffentlichungen
- Veröffentlichungsnachweis in Google Books
- Veröffentlichungsnachweis in LibraryThing
- Eintrag in der Open Library

| Personendaten    | Personendaten                                         |
| ---------------- | ----------------------------------------------------- |
| NAME             | Annan, Noel, Baron Annan                              |
| ALTERNATIVNAMEN  | Annan, Noel Gilroy, Baron Annan (vollständiger Name)  |
| KURZBESCHREIBUNG | britischer Autor, Universitätspräsident und Politiker |
| GEBURTSDATUM     | 25. Oktober 1916                                      |
| GEBURTSORT       | Gloucester Terrace, London                            |
| STERBEDATUM      | 21. Februar 2000                                      |
| STERBEORT        | London                                                |